# Julia Mancuso
Julia Mancuso (n. 9 martie 1984, Reno, Nevada, SUA) este o schioare alpină ce a reprezentat Statele Unite ale Americii, medaliată olimpică. A participat la 4 ediții ale Jocurilor Olimpice (2002, 2006, 2010, 2014) în care a câștigat o medalie de aur, două medalii de argint și o medalie de bronz.